# Länsväg 246
De Zweedse weg 246 is een primaire länsväg in Zweden, provincie Värmlands län. De weg ligt tussen Uddeholm en Filipstad, andere dorpen en steden die men tegenkomt zijn Hagfors, Gumhöjden en Nordmark. De weg kent over de gehele 65,6 kilometer twee stroken, in de buurt van de dorpen mag 50 km/h gereden worden en er buiten 80 of 90 km/h.

## Plaatsen langs de weg
- Uddeholm
- Hagfors
- Geijersholm
- Gumhöjden
- Nordmark
- Filipstad

## Knooppunten
- Riksväg 62 bij Uddeholm/Råda (begin)
- Länsväg 240 bij Hagfors
- Länsväg 245: begin gezamenlijk tracé, in Hagfors
- Länsväg 245: einde gezamenlijk tracé, bij Gumhöjden
- Riksväg 63 bij Filipstad (einde)